# Amstel Gold Race 2009
La 44a edició de l'Amstel Gold Race es va disputar el 19 d'abril de 2009, sobre un recorregut de 257,4 km, entre Maastricht i el Cauberg a Valkenburg. Aquesta era la cinquena prova de l'UCI ProTour 2009. El rus Serguei Ivanov en fou el vencedor, després d'imposar-se als seus companys d'escapada, els neerlandesos Robert Gesink i Karsten Kroon.
Els tres primers classificats de l'edició anterior, Damiano Cunego, Fränk Schleck i Alejandro Valverde, prenen part a la cursa, però sols Cunego finalitza entre els 10 primers.
Cal destacar la greu caiguda patida per Fränk Schleck i Matthew Lloyd. Schleck va patir una commoció cerebral i després de ser atès a l'hospital fou donat d'alta. Per la seva banda Lloyd en va sortir més mal parat, en fracturar-se tres vèrtebres.

## Classificació final
|    | Ciclista              | Equip            | Temps      |
| -- | --------------------- | ---------------- | ---------- |
| 1  | Serguei Ivanov        | Team Katusha     | 6h 38' 31" |
| 2  | Karsten Kroon         | Saxo Bank        | m. t.      |
| 3  | Robert Gesink         | Rabobank ProTeam | + 8"       |
| 4  | Philippe Gilbert      | Silence-Lotto    | m. t.      |
| 5  | Damiano Cunego        | Lampre-N.G.C.    | m. t.      |
| 6  | Aleksandr Kólobnev    | Team Saxo Bank   | m. t.      |
| 7  | Simon Gerrans         | Cervélo TestTeam | m. t.      |
| 8  | Nick Nuyens           | Rabobank ProTeam | m. t.      |
| 9  | Christian Pfannberger | Team Katusha     | m. t.      |
| 10 | Andy Schleck          | Saxo Bank        | m. t.      |